# Castellazzo Bormida
Castellazzo Bormida és un municipi al territori de la província d'Alessandria, a la regió del Piemont (Itàlia). Limita amb els municipis d'Alessandria, Borgoratto Alessandrino, Casal Cermelli, Castelspina, Frascaro, Frugarolo, Gamalero, Oviglio i Predosa. Pertany al municipi la frazione de Fontanasse.

## Galeria fotogràfica

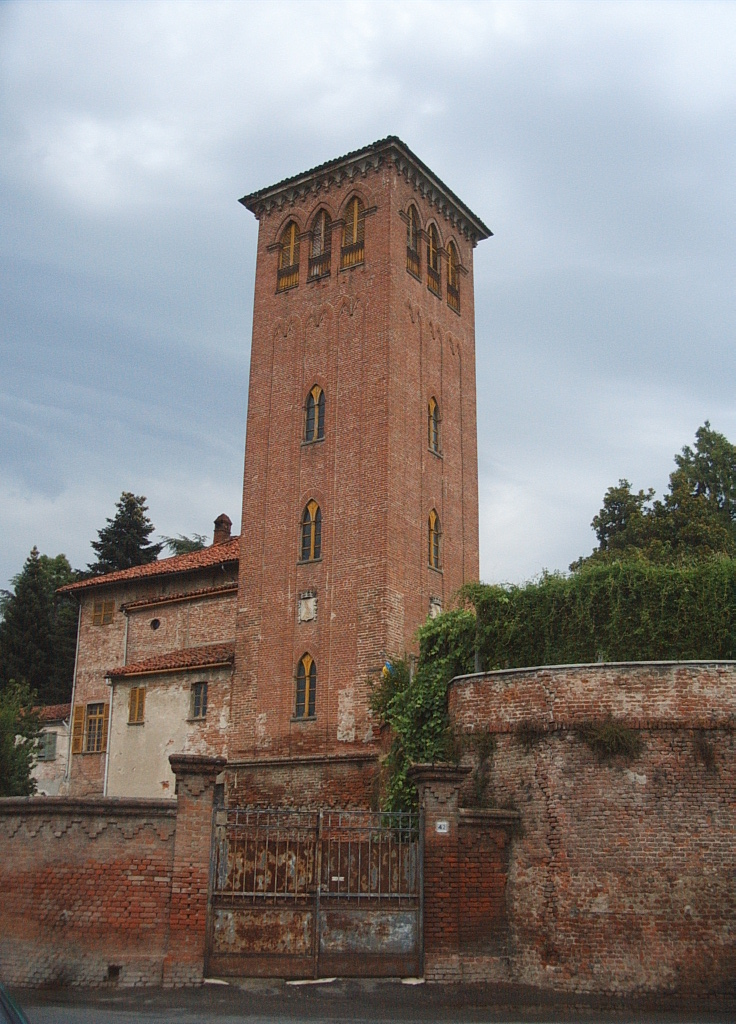
Torre del castell
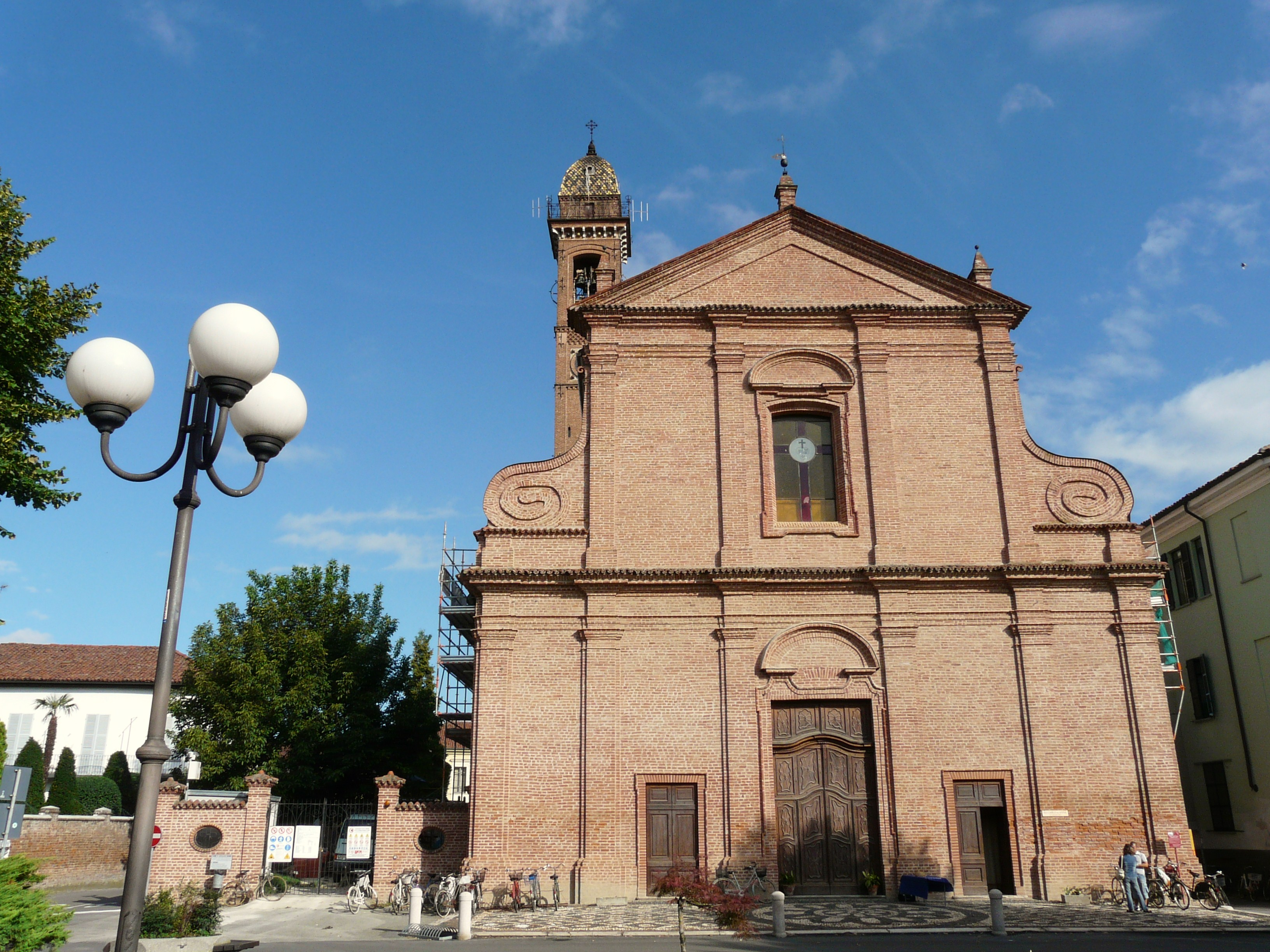
Església de S.Carles i Sta. Anna
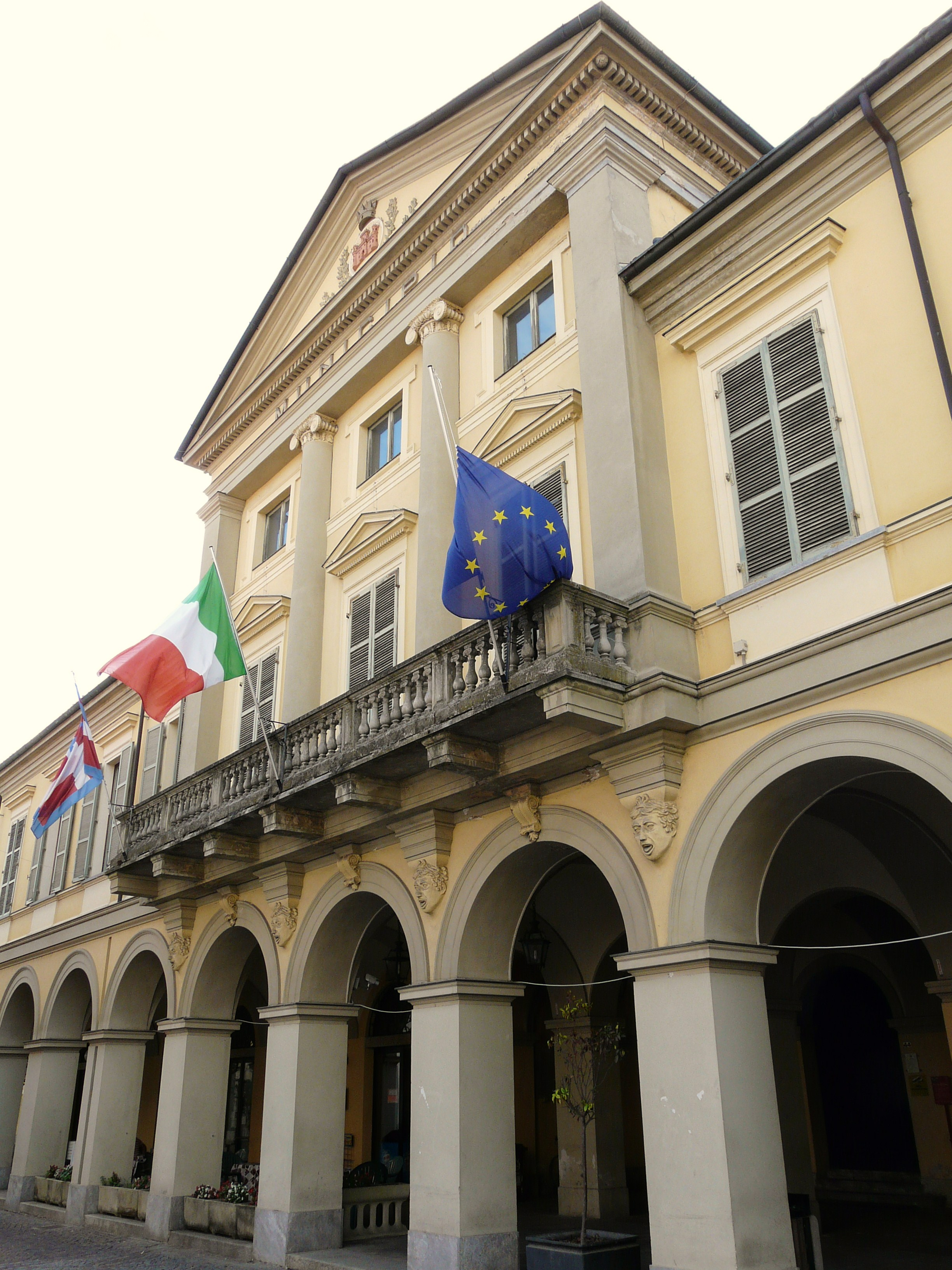
Ajuntament
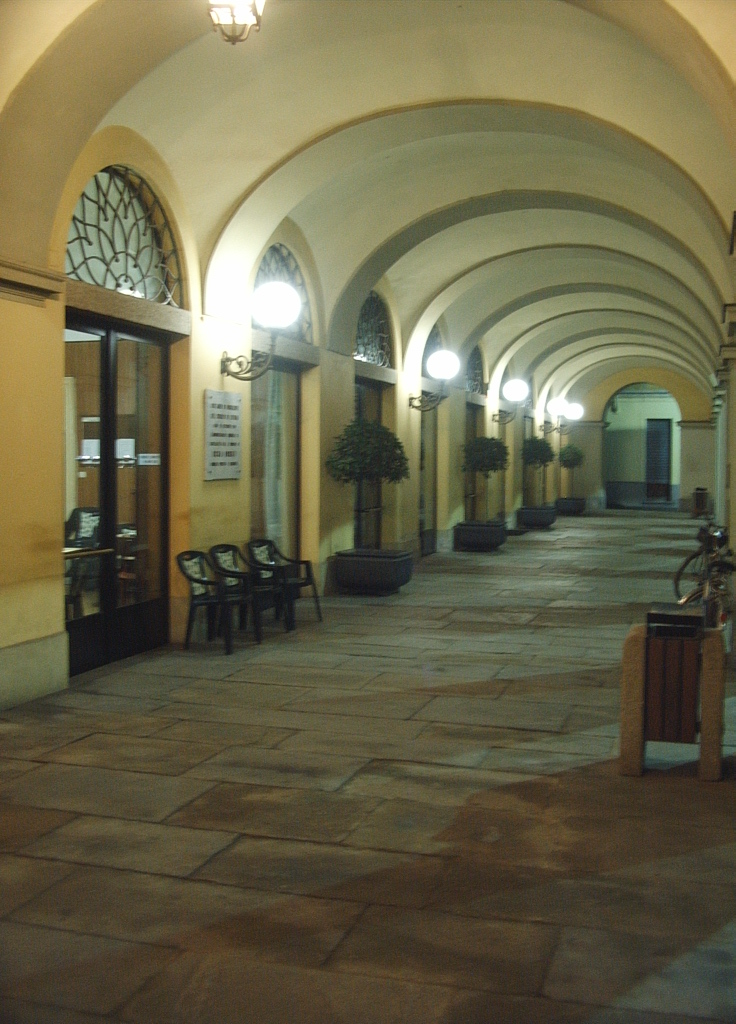
Portics
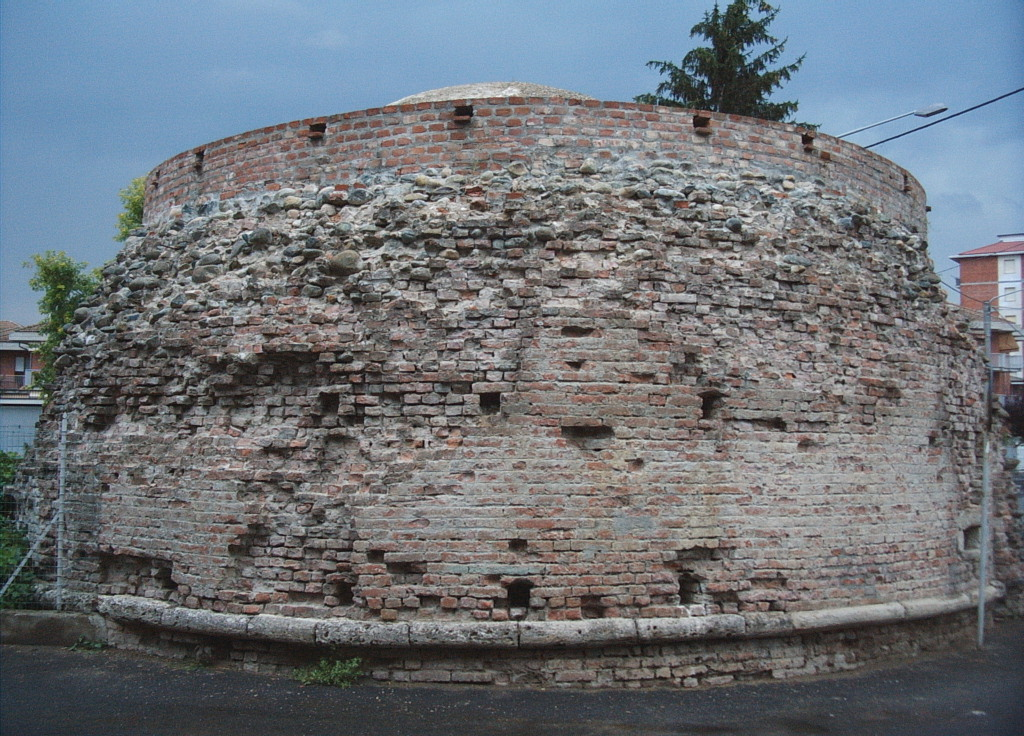
Torrione della Gattara
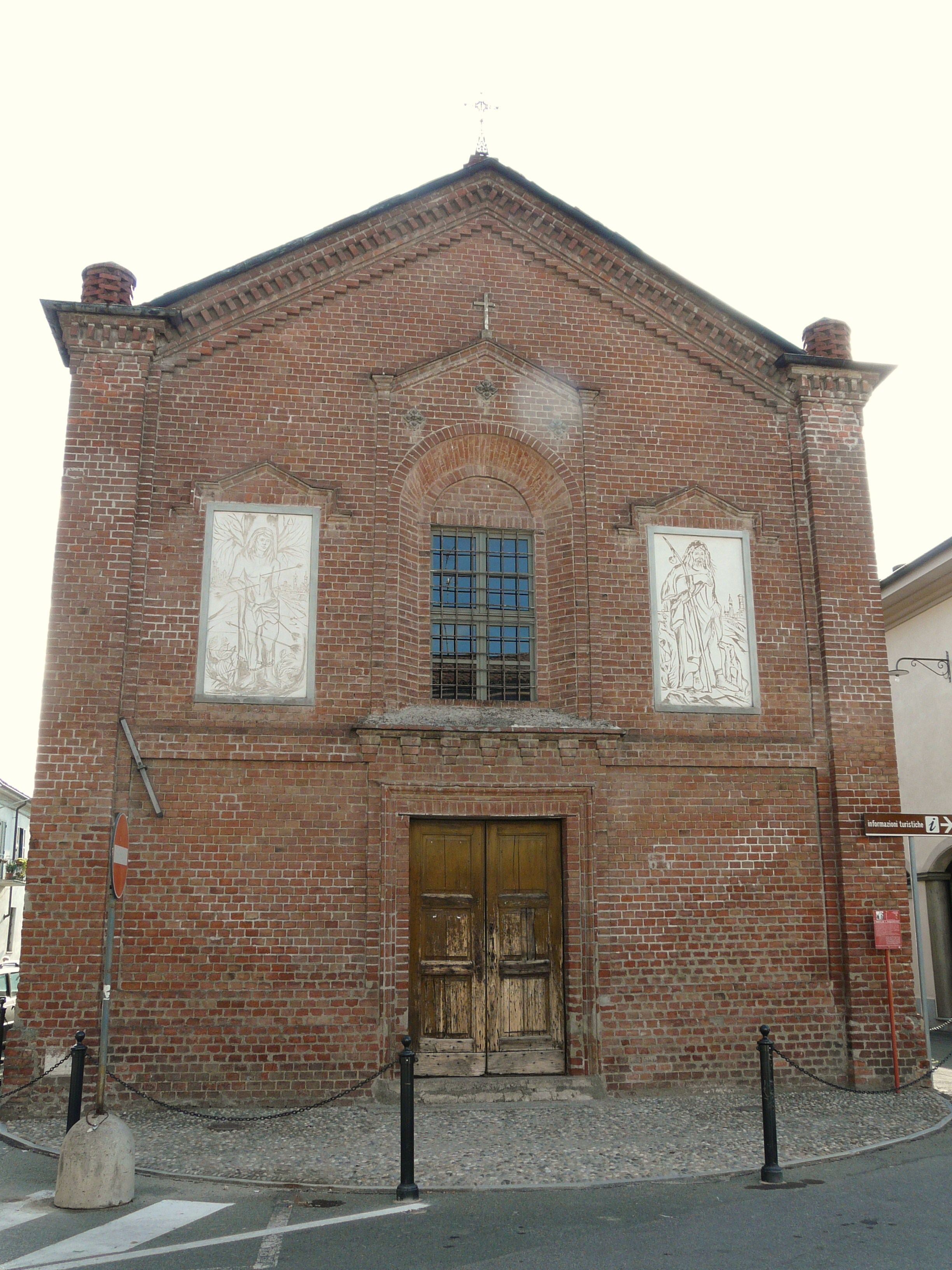
Oratori de S.Sebastià